# Batowice
Batowice es un pueblo en el distrito administrativo de la gmina Zielonki, dentro del distrito de Cracovia, voivodato de Pequeña Polonia, en el sur del país. Se encuentra aproximadamente 8 km al noreste de Cracovia.  Batowice es también el nombre de un barrio dentro de la ciudad de Cracovia, parte del barrio o distrito urbano de Mistrzejowice.